# Lackner (Familienname)
Lackner ist ein deutscher Familienname.

## Namensträger
- Alice Lackner (* 1991), deutsche Sängerin der Stimmlage Mezzosopran
- André Lackner (* 1991), deutscher Poolbillardspieler
- Andreas Lackner (Bildschnitzer), österreichischer Bildschnitzer des 16. Jahrhunderts
- Andreas Lackner (Politiker) (* 1968), österreichischer Politiker (Grüne), Mitglied des Bundesrates
- Bede K. Lackner (1927–2020), ungarischer Ordensgeistlicher und Kirchenhistoriker
- Benny Lackner (* 1976), deutsch-amerikanischer Jazzmusiker
- Bernhard Lackner (* 1981), österreichischer Bassist und Songwriter
- Carolin Lackner (* 1963), österreichische Ärztin und Hochschullehrerin
- Christian Lackner (Historiker) (* 1960), österreichischer Historiker und Hochschullehrer
- Christian Lackner (Mediziner), deutscher Mediziner und Hochschullehrer
- Daniel Lackner (* 1987), österreichischer Skispringer
- Erich Lackner (Ingenieurwissenschaftler) (1913–1992), österreichisch-deutscher Ingenieurwissenschaftler
- Erich Lackner (Bergsteiger) (* 1948), österreichischer Bergsteiger und Kameramann
- Erich Lackner (Filmproduzent) (* 1948), österreichischer Filmproduzent
- Erna Lackner (* 1951), deutsche Journalistin
- Fabienne Lackner (* 1997), österreichische Politikerin (NEOS)
- Franz Lackner (* 1956), österreichischer Geistlicher, Erzbischof von Salzburg
- Franziska Lackner (Ninni Lackner; 1897–1975), österreichische Lehrerin und Heimatforscherin
- Friedrich Lackner (1876–1944), österreichischer Ingenieur und Politiker (GDVP)
- Gabriele Lackner-Strauss (* 1953), österreichische Politiker (ÖVP)
- Hannes Lackner (* 1961), österreichischer Militärmusiker
- Hans Lackner (Schauspieler) (1876–1930), österreichischer Schauspieler
- Hans Lackner (Polizist) (1909–1999), österreichischer Polizeibeamter
- Hans Lackner (Politiker) (1928–2001), österreichischer Politiker (SPÖ)
- Helmut Lackner (1954–2024), österreichischer Historiker
- Herbert Lackner (Sänger) (1940–2015), österreichischer Sänger (Bass)
- Herbert Lackner (Journalist) (* 1950), österreichischer Journalist
- Hermann Lackner (Politiker) (1899–1984), österreichischer Widerstandskämpfer und Politiker (SPÖ)
- Hermann Lackner (Skilangläufer) (* 1933), österreichischer Skilangläufer
- Irene Hochstetter-Lackner (* 1973), österreichische Politikerin (SPÖ)
- Jaleh Lackner-Gohari (* 1939), iranische Medizinerin
- Johann Lackner (1875–1927), österreichischer Politiker (CSP)
- Josef Lackner (Politiker, 1850) (1850–1908), österreichischer Pfarrer und Politiker, Salzburger Landtagsabgeordneter
- Josef Lackner (Buchbinder) (1873–??), österreichischer Buchbinder
- Josef Lackner (Architekt) (1931–2000), österreichischer Architekt
- Josef Lackner (Politiker, 1937) (1937–2024), österreichischer Pädagoge und Politiker (ÖVP), Nationalratsabgeordneter
- Karin Lackner, österreichische Psychologin und Hochschullehrerin
- Karl Lackner (Jurist) (1917–2011), deutscher Jurist
- Karl Lackner (Physiker) (* 1942), deutsch-österreichischer Physiker
- Karl Lackner (Politiker, 1921) (1921–2001), österreichischer Politiker (ÖVP)
- Karl Lackner (Politiker, 1954) (* 1954), österreichischer Politiker (ÖVP)
- Karoline Lackner, österreichische Pathologin und Hochschullehrerin
- Klaus Lackner, deutscher Physiker
- Manfred Lackner (* 1946), österreichischer Politiker (SPÖ)
- Maria Lackner-Kundegraber (1924–2014), österreichische Volkskundlerin, Bibliothekarin und Museumsdirektorin
- Mario R. Lackner (* 1978), österreichischer Schriftsteller
- Marko Lackner (* 1972), österreichischer Jazzmusiker
- Markus Lackner (* 1991), österreichischer Fußballspieler
- Matthias Lackner (1835–1926), deutscher Pfarrer
- Michael Lackner (* 1953), deutscher Sinologe
- Michaela Lackner (* 1984), österreichische Mikrobiologin
- Paul Lackner (1919–1987), rumänischer katholischer Pfarrer und Heimatforscher
- Peter Lackner (Komponist) (1966–2018), österreichischer Komponist
- Peter Lackner (Fußballspieler) (* 1969), österreichischer Fußballspieler und -trainer
- Richard Lackner (1919–2011), deutscher Bildhauer und Heimatkundler
- Sabine Lackner (* 1967), deutsche Beamte
- Silke Lackner (* 1978), österreichische Politikerin (FPÖ)
- Stephan Lackner (1910–2000), deutsch-amerikanischer Schriftsteller
- Susanne Lackner (* 1978), deutsche Wissenschaftlerin und Para-Ruderin
- Tatjana Lackner (* 1970), österreichische Kommunikationstrainerin
- Thomas Lackner (* 1993), österreichischer Skispringer
- Ursula Lackner (* 1960), österreichische Politikerin (SPÖ)
- Vinzenz Lackner (1909–1996), österreichischer Schuhmacher, Schlosser, Werksmeister, Betriebsrat und Politiker (SPÖ)
- Walter Lackner (General) (1891–1976), deutscher Generalleutnant
- Walter Lackner (Skirennläufer), österreichischer Skirennläufer
- Walter Lackner (Bildhauer), österreichischer Bildhauer